# Johannes Roth
Pour les articles homonymes, voir Roth.
Johannes Rudolf Roth, né le 4 septembre 1815 à Nuremberg et mort le 26 juin 1858 dans l'Anti-Liban, est un explorateur et zoologiste allemand. 

## Biographie
Johannes Roth est le fils de Friedrich von Roth (de) et de sa femme Katharina Merkel, président du Consistoire suprême bavarois (Oberkonsistorialpräsident).
Il étudie la médecine et les sciences naturelles et, en 1836-1837, accompagne Gotthilf Heinrich von Schubert dans une expédition en Égypte et en Palestine. Durant cette expédition, Schubert et Roth sont les premiers à démontrer que le niveau de la mer Morte est de plusieurs centaines de mètres au-dessous de celui de la Méditerranée.
À partir de 1839, il se rend aux Indes orientales et sur la côte nord-ouest de l'Afrique. Il devient professeur de zoologie à l'Université de Munich en 1843. 
Il entreprend deux autres voyages en Palestine, en 1852 et en 1856. L'expédition de 1856 est soutenue par le gouvernement prussien et est destinée à la recherche de la structure et de la formation de la Vallée du rift du Jourdain. Il publie à son retour un livre sur la topographie de la région. 
En 1858, lors d'une expédition dans l'Anti-Liban, il est atteint par les fièvres et meurt,. Il est inhumé dans le Cimetière du Mont Sion (en) à Jérusalem.